# Ceromya palloris
Ceromya palloris là một loài ruồi trong họ Tachinidae.